# I for You
"I for You" é o décimo primeiro single da banda de rock japonesa Luna Sea, lançado em 1 de julho de 1998. Alcançou a segunda posição na Oricon Singles Chart e foi o 48º single mais vendido do ano. Foi o terceiro e último lançamento em série da banda após a pausa nas atividades de 1997 até o início de 1998.

## Visão geral
As partituras originais de "I for You" foram compostas originalmente por Sugizo como uma versão orquestrada. Embora tenha sido composta por volta de 1993, não foi considerado pela banda gravá-la, até surgir a oportunidade de criar uma música tema para um drama de televisão. A versão final da música foi revisada por Ryuichi. A mãe de Sugizo toca violoncelo.
Durante a gravação de "I for You", o guitarrista hide do X Japan, que era grande amigo dos membros da banda, faleceu. A letra é descrita pelos membros como uma homenagem a ele. Foi usada como música tema do drama japonês Kamisama, mō Sukoshi dake (|神様、もう少しだけ), que também foi transmitido na Ásia, ajudando a popularizar a banda no exterior, levando à sua primeira turnê asiática no ano seguinte, nomeada First Asian Tour.

## Recepção e legado
"I for You" ganhou o prêmio Drama Song Award no 18° The Television Drama Academy Awards.
Alcançou a segunda posição na Oricon Singles Chart, permanecendo por 16 semanas, e foi certificado disco de platina pela Recording Industry Association of Japan (RIAJ) em julho de 1998 por vender mais de 400.000 cópias. Se tornou o 49º single mais vendido do ano, com 481.390 cópias vendidas.

### Versões cover
Ryuichi gravou sua própria versão de "I for You" para seu álbum de covers de 2006, Evergreen. Foi também regravado por Juichi Morishige do Ziggy para o álbum de 2007 Luna Sea Memorial Cover Album -Re:birth-. Inzargi, vocalista do Megamasso, também fez um cover para seu álbum cover de 2012. Miya, guitarrista do MUCC, tocou a canção no festival Ishikawa Rock Summit em 2016.

## Faixas
| N.º            | Título         | Música         | Duração |  |
| 1.             | "I for You"    | Sugizo         | 5:29    |  |
| 2.             | "With"         | Inoran         | 5:55    |  |
| Duração total: | Duração total: | Duração total: | 11:25   |  |

## Ficha técnica
Luna Sea
- Ryuichi - vocais
- Sugizo - guitarra
- Inoran - guitarra
- J - baixo
- Shinya - bateria